# Rejvíz
Rejvíz (německy Reihwiesen, polsky Rejwiz) je horská osada a část města Zlaté Hory v okrese Jeseník v Olomouckém kraji. Leží v pohoří Zlatohorská vrchovina ve Slezsku. Nachází se osm kilometrů východně od okresního města Jeseník. Jedná se o nejvýše položenou ves v českém Slezsku. Stejnojmenná národní přírodní rezervace je známá svým rašeliništěm.

## Název
České jméno je hlásková úprava původního německého Reichwiesen (v místním německém nářečí vyslovováno /rej-/) - "bohaté louky". Jméno patřilo dnešnímu Starému Rejvízu, místo budoucího Nového Rejvízu (u silnice ze Zlatých Hor do Jeseníku) neslo původně jméno Königsmahl - "Královská hostina", které vyjadřovalo bohatství zdejších luk.

## Historie

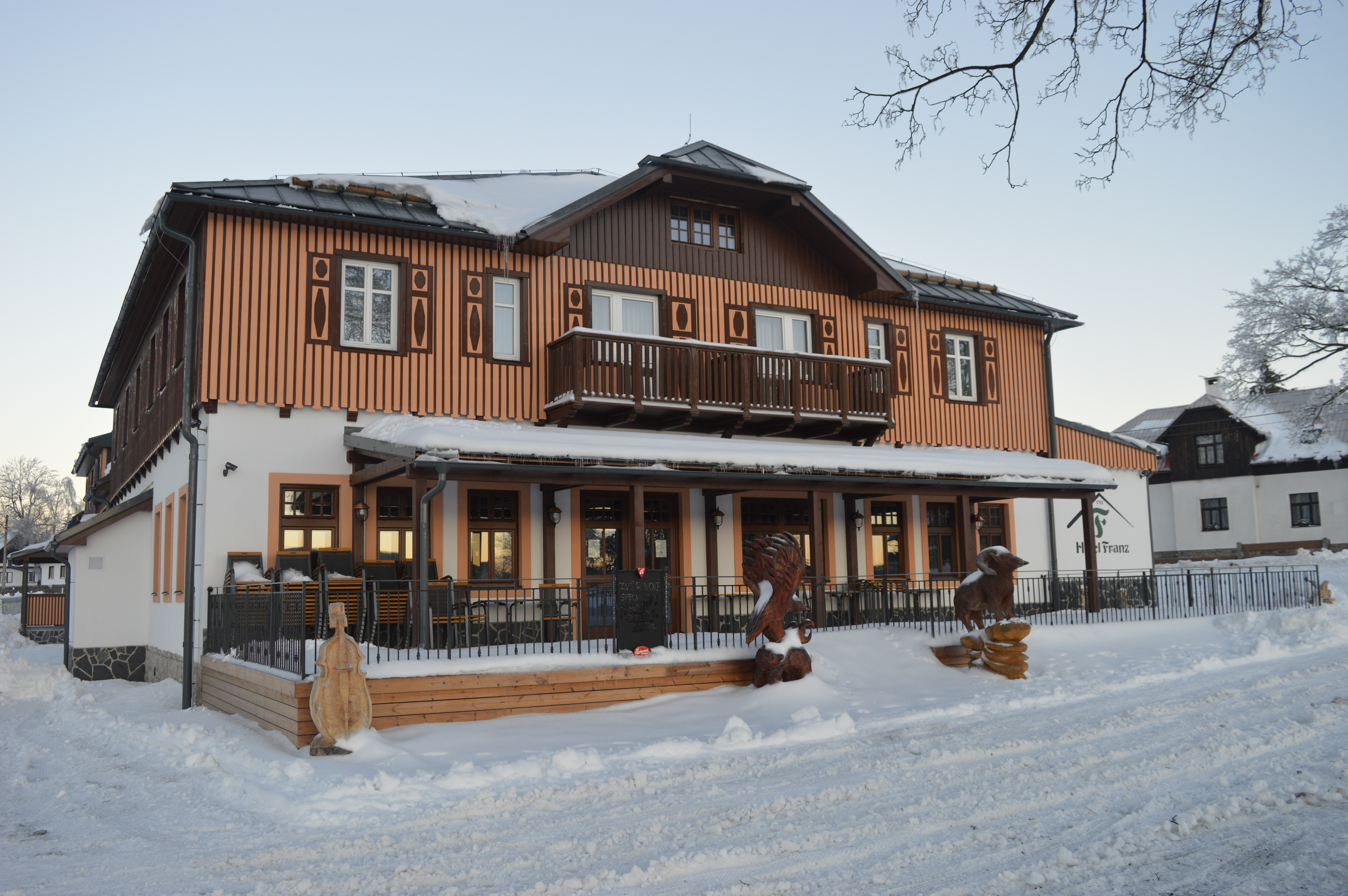
Hotel Franz - bývalá Chata Svoboda. První budova na Rejvízu.

Osada Rejvíz leží v katastru města Zlaté Hory v nadmořské výšce 780 m a má 65 obyvatel. Skládá se z několika desítek domů rozmístěných prakticky pouze podél silnice II/453 spojující města Jeseník a Zlaté Hory.
Na místě Rejvízu byly až do 18. století jen louky zvané "Sklářské" (Glasswiese). Vedla tudy ovšem cesta ze Zlatých Hor podél Černé Opavy směrem na Vrbno pod Pradědem, a na ní zřídil roku 1768 Kajetan Beer hostinec, kolem nějž vznikla malá osada (roku 1791 tři domy) zvaná Reihwiesen. Nyní se tato část vsi, jihovýchodně od jejího centra, označuje jako Starý Rejvíz (německy Alt-Reihwiesen). Osídlení v nynějším středisku osady vzniklo až roku 1794 v rámci kolonizační akce vratislavského biskupa Philippa Gottfrieda von Schaffgotsche, který zde levně rozprodal panské pozemky k osazení. Řada osadníků pocházela z česky mluvících oblastí a jen pozvolna se vesnice zcela poněmčila. Patřila od počátku k cukmantelskému panství vratislavských biskupů. Na rozdíl od jiných osad na tomto panství tedy nevznikl Rejvíz v souvislosti s hornictvím, ale jako osada pastevecká a dřevařská (i když i část dosavadních luk byla přeměněna na horská políčka).
Rejvíz se velmi brzy rozvinul. V letech 1808-1809 byl postaven kostel a u něj zřízena škola a roku 1810 i fara. Pak ale počet obyvatel trvale stagnoval. Obecná škola se připomíná roku 1848 a roku 1901 měla jednu třídu.
Zemědělství bylo obtížné, avšak okolo obce se do roku 1867 těžila železná ruda pro železárny v Železné (Vrbno pod Pradědem) a v Ondřejovicích a důležité bylo též lesnictví (v obci sídlila biskupská lesní správa). Před rokem 1863 dolování železné rudy zaniklo.  K roku 1935 se připomíná pila. Obyvatelstvo se živilo i dřevařstvím a plátenictvím. Od počátku 20. století se objevuje v obci i turistika. Proto se v této malé obci velmi brzy objevuje i moderní infrastruktura a služby - roku 1924 benzinová čerpací stanice, roku 1925 záložna, roku 1926 místní elektrárna, roku 1928 telefon, roku 1931 obecní vodovod. Roku 1900 se zde uvádí hasičský spolek a roku 1925 Deutscher Kulturverband. 
Roku 1938 byla obec připojena k Německu. Za druhé světové války byl u obce v místě Opavské chaty zajatecký tábor (lesní hřbitov ukrajinských zajatců – tzv. Ruský hřbitov). 5. května 1945 byla obec obsazena Rudou armádou.  Do roku 1945 byla obec čistě německou, po válce následovalo vysídlení. Po roce 1945 byl Rejvíz dosídlen mj. slovenskými migranty z Rumunska a Řeky, kteří se uchýlili do Československa v důsledku občanské války. Mnozí z nich se však po roce 1975 vrátili do vlasti, a i další obyvatelé Rejvíz opustili. Od 50. let nahradil cestovní ruch definitivně nevýnosné zemědělství jako hlavní aktivita v obci.

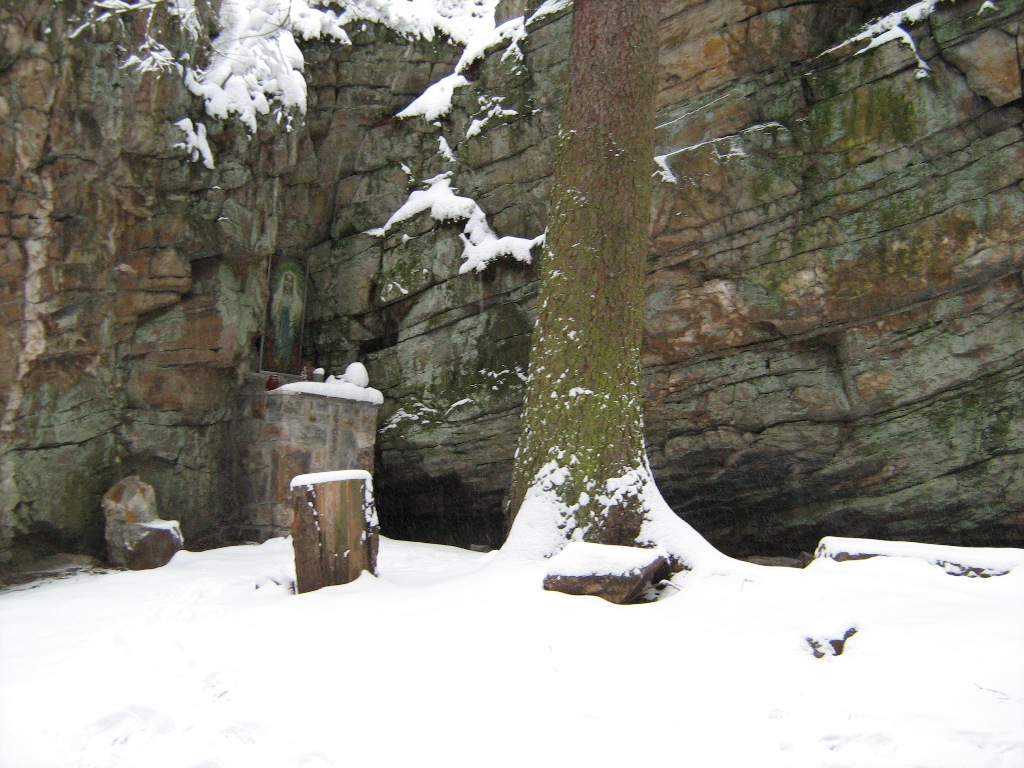
Lurdská jeskyně

V Rejvízu je několik domů s dochovanou lidovou architekturou z 19. století. Od roku 2004 je Rejvíz vesnickou památkovou zónou.
Někdy po roce 1973 byla zrušena rovněž zdejší farnost, od II. světové války neobsazená.

## Přírodní poměry
V roce 1955 byla na rašeliništích u vesnice vyhlášena národní přírodní rezervace. Jejím základem jsou Velké a Malé mechové jezírko.

## Obyvatelstvo
Počet obyvatel Rejvízu podle sčítání nebo jiných úředních záznamů:
| Rok            | 1869 | 1880 | 1890 | 1900 | 1910 | 1921 | 1930 | 1950 | 1961 | 1970 | 1980 | 1991 | 2001 | 2011 | 2021 |
| -------------- | ---- | ---- | ---- | ---- | ---- | ---- | ---- | ---- | ---- | ---- | ---- | ---- | ---- | ---- | ---- |
| Počet obyvatel | 406  | 393  | 403  | 370  | 358  | 335  | 351  | 207  | 131  | 113  | 85   | 63   | 66   | 80   | 81   |
| Počet domů     | 66   | 69   | 75   | 74   | 76   | 79   | 82   | 88   | 33   | 31   | 26   | 23   | 61   | 69   | 71   |

1. ↑  z toho: 6 Čechoslováků, 344 Němců; podle náboženství 344 římských katolíků, 7 evangelíků

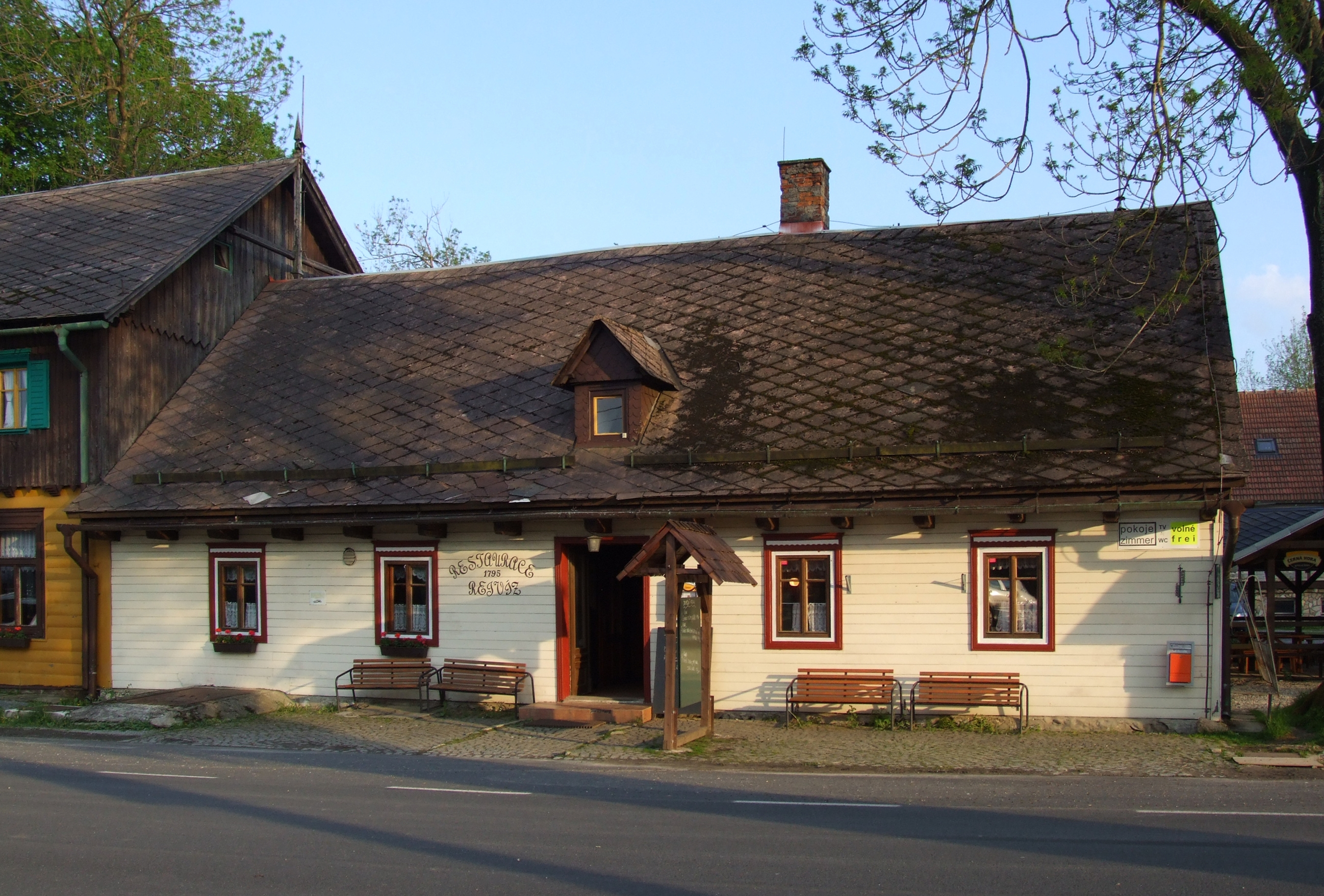
Pension - restaurace Rejvíz

V Rejvízu je evidováno 91 adres : 78 čísel popisných (trvalé objekty) a 13 čísel evidenčních (dočasné či rekreační objekty). Při sčítání lidu roku 2001 zde bylo napočteno 61 domů, z toho 22 trvale obydlených.

## Obecní správa
V letech 1850–1869 Rejvíz byl osadou obce Horní Údolí v okrese Frývaldov. Při sčítání lidu v letech 1880–1950 byl samostatnou obcí v okrese Jeseník (v letech 1880–1930 Frývaldov). Od roku 1964 je částí města Zlaté Hory, se kterým patřil nejprve do okresu Bruntál, ale od 1. ledna 1996 v okrese Jeseník.

## Pamětihodnosti

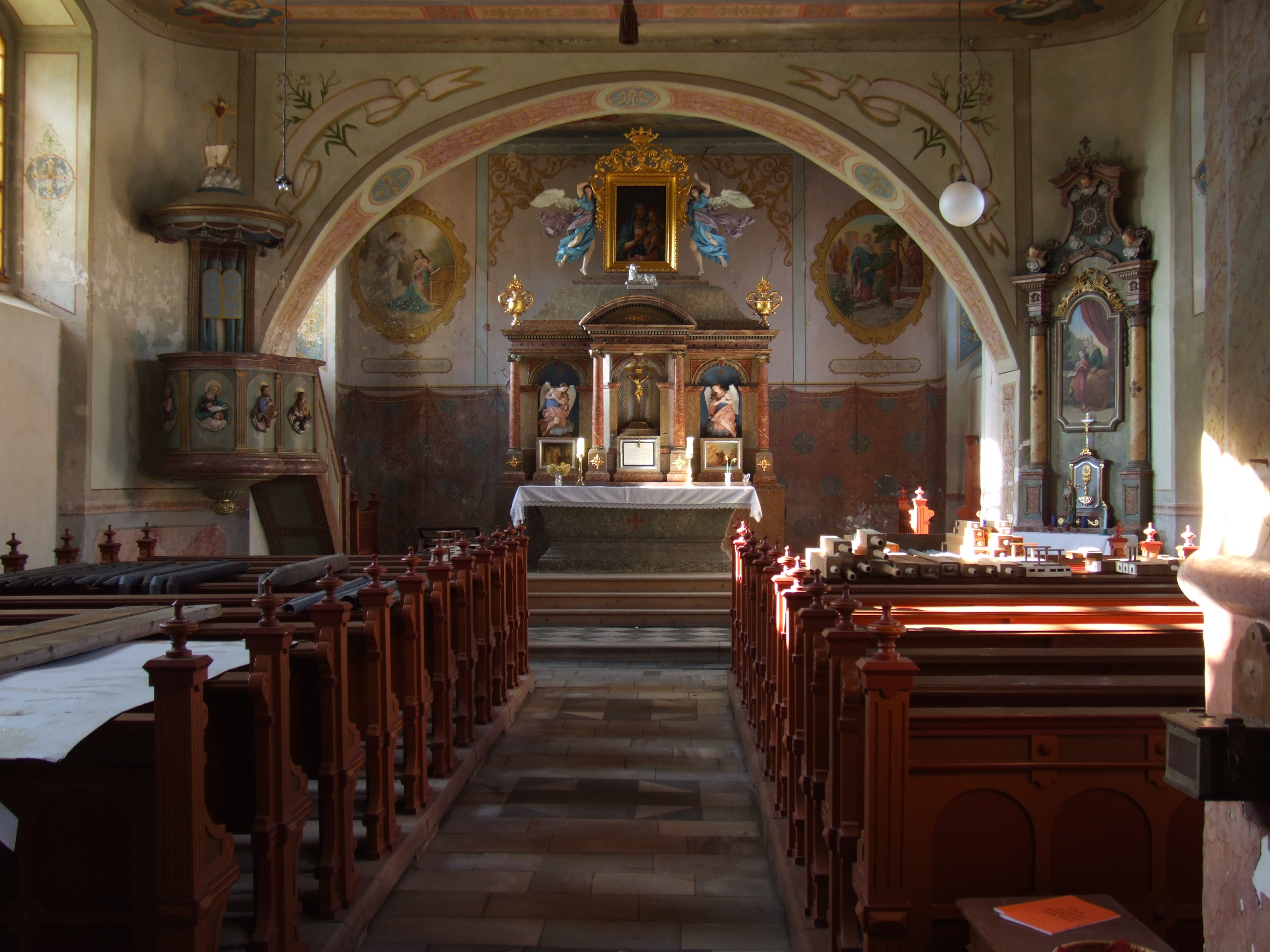
Kostel - interiér

- Penzion Rejvíz (dříve U jezerního pastýře, poté Braunerova, pak Noskova chata), lidová celodřevěná stavba z 18. století. Prapůvodně založen v roce 1795. V restauraci se nachází unikátní sbírka židlí, které mají vyřezávané karikatury štamgastů. S touto myšlenkou přišli bratři Braunerovi, kteří hospodu provozovali.[11]
- Římskokatolický filiální (dříve farní) kostel Jména Panny Marie, postavený roku 1808, s hlavním oltářem od Bernharda Kutzera (1794-1864), významného sochaře z blízkého Horního Údolí
- Hotel Franz (dříve Chata Svoboda - nejstarší stavba na Rejvíze. Tato stavba byla postavena v roce 1793 u příležitosti založení dřevorubecké osady novými kolonisty pro starostu a zakladatele obce Franze Fochler. Po válce roku 1947 byla budova přejmenována z "Zur Scholtisei" na Chatu Svoboda a to na počest generála Ludvíka Svobody. V roce 2014 prošla chata velkou rekonstrukcí, při které jí byla vrácena stará podoba a byla na počest zakladatele a prvního starosty obce pojmenována Hotel Franz.)
- Lurdská jeskyně z roku 1908 na Starém Rejvíze, obnovena roku 2006
- Zříceniny hradu Koberštejna (něm. Koberstein), strážního hradu z 13. století na cestě ze Zlatých Hor do Olomouce, zpustlého zřejmě v 15. století